# Sprengkandidatur
Als Sprengkandidatur (schweizerisch) oder Kampfkandidatur bezeichnet man das Aufstellen eines Gegenkandidaten bei einer Wahl, in der ansonsten nur eine Person kandidieren würde, wenn dieser eine realistische Chance hat, auch tatsächlich gewählt zu werden.

## In der Schweiz
Als Sprengkandidatur bezeichnet man im politischen System der Schweiz eine Kandidatur, die entgegen den konkordanzdemokratischen Absprachen zwischen Parteien erfolgt. Das kann beispielsweise geschehen, indem eine Partei versucht, einen Sitz zu erringen, der ihr laut der stillschweigenden Übereinkunft zur Sitzverteilung (sogenannte „Zauberformel“) nicht zusteht, aber auch, indem andere Parteien zusätzlich zum offiziellen Kandidaten einen Gegenkandidaten aus derselben Partei aufstellen.
Gelegentlich wird Sprengkandidatur auch als Synonym zur „wilden Kandidatur“ verwendet. Dieser Begriff benennt Kandidaturen, die ohne Unterstützung der eigenen Partei erfolgen.
Sprengkandidaturen sind bei Majorzwahlen möglich, wo Einzelpersonen kandidieren. Bei Proporzwahlen sind hingegen nur Kandidaturen auf Parteilisten möglich.

### Auf nationaler Ebene
Bei den Wahlen zum Bundesrat stellt eine Sprengkandidatur ein politisches Manöver dar, bei dem andere Parteien zur Verhinderung der Wahl eines Politikers einen Kollegen aus dem gleichen Lager an seiner Stelle wählen. Auf diese Weise bleibt der Anspruch einer Partei auf Partizipation in der konkordanzdemokratischen Regierung unangetastet.
Beispiele dafür gab es mehrere in der Geschichte der schweizerischen Bundesratswahlen. Als erster wilde Bundesrat gilt Ernest Chuard, welcher bei der Bundesratswahl 1919 anstelle des offiziellen FDP-Kandidaten Paul Maillefer gewählt wurde. 1983 wurde der Sprengkandidat Otto Stich anstelle der offiziellen SP-Kandidatin Lilian Uchtenhagen gewählt. Zehn Jahre später wurde die Wahl der offiziellen Kandidatin der SP, Christiane Brunner, durch den Neuenburger Nationalrat und Staatsrat Francis Matthey „gesprengt“, der aber seine Wahl ablehnte, worauf Ruth Dreifuss gewählt wurde.
Christoph Blocher wurde bei den Bundesratswahlen 2003 als Sprengkandidat anstelle von Ruth Metzler gewählt.
Zuletzt kam eine erfolgreiche Sprengkandidatur bei den Bundesratswahlen 2007 zum Einsatz, nachdem auf Vorschlag linker Parteien statt des Amtsinhabers Christoph Blocher die Bündner Regierungsrätin Eveline Widmer-Schlumpf im zweiten Wahldurchgang mit knapper Mehrheit gewählt wurde.
Bei der Bundesratswahl 2019 trat Regula Rytz von den Grünen sowohl für den Sitz von Simonetta Sommaruga als auch für den von Ignazio Cassis an. Bei beiden Wahlen wurde die nötige absolute Mehrheit von Rytz klar verfehlt, jedoch gelang es für den Sitz von Ignazio Cassis mit 82 Stimmen deutlich mehr als die Anzahl der Sitze der Grünen in der Bundesversammlung auf die Kandidatin der Grünen zu vereinen und damit die Nichtberücksichtigung der Grünen in der Zauberformel zu kritisieren. Bei der Bundesratswahl 2023 haben die Grünen Gerhard Andrey als Sprengkandidat nominiert.

### Auf kantonaler Ebene
Die Kantonsregierungen werden vom Volk gewählt, und zwar in den meisten Kantonen im Majorzverfahren. Deshalb kommt es vor, dass Politiker, die von ihrer eigenen Partei nicht nominiert werden, „auf eigene Faust“ antreten. Da bei diesen Wahlen eher Persönlichkeiten als Parteien im Vordergrund stehen, haben solche Kandidaturen auch reelle Chancen.

## In Deutschland
In Deutschland wird in den Medien von einer Kampfkandidatur oder Kampfabstimmung gesprochen, wenn entgegen den üblichen Gepflogenheiten bei einer Wahl von Parteiämtern mehrere Kandidaten antreten. Trotz der innerparteilichen Demokratie ist es insbesondere bei Wahlen von Parteivorsitzenden üblich, dass sich Führungsgremien der Partei vorab auf einen Kandidaten einigen.
Gerade in kleinen Parteien kommt es vor Bundestagswahlen nicht selten zu Kampfabstimmungen um aussichtsreiche Listenplätze, also um Plätze auf den Landeslisten der Parteien zu Landtags- oder Bundestagswahlen. Da zum Beispiel Politiker von FDP und Grünen kaum eine reelle Chance haben, in einem Wahlkreis direkt gewählt zu werden, sind diese Listen in kleinen Parteien der einzige Weg, ein Landtags- oder Bundestagsmandat zu erringen.
Häufig kommt es zu Kampfkandidaturen in aussichtsreichen Bundestags-Wahlkreisen oder in Wahlkreisen, in denen ein politischer Generationenwechsel stattfindet.

### Beispiele
- Hans-Otto Wilhelm löste im November 1988 beim Landesparteitag der CDU Rheinland-Pfalz Bernhard Vogel als Vorsitzenden ab, nachdem er die Kampfabstimmung mit 258:189 Stimmen für sich entschieden hatte; Vogel trat danach auch als Ministerpräsident zurück.[1]
- Oskar Lafontaine trat im November 1995 beim SPD-Parteitag in Mannheim zur Kampfkandidatur um den Parteivorsitz gegen Rudolf Scharping an und gewann mit 321:190 Stimmen.[2]
- Andrea Nahles setzte sich 2005 in einer Kampfabstimmung um die Nominierung zur SPD-Generalsekretärin gegen Kajo Wasserhövel durch.[3]
- Annegret Kramp-Karrenbauer wurde in einer Kampfabstimmung gegen Jens Spahn und Friedrich Merz beim Parteitag der CDU Deutschlands im Dezember 2018 zur Parteivorsitzenden gewählt.